# Antonina Jefremova
Antonina Oleksandrivna Jefremova (Oekraïens: Антоніна Олександрівна Єфремова) (Tsjasiv Jar, 19 juli 1981) is een Oekraïense sprintster, die gespecialiseerd is in de 400 m. Ze nam tweemaal deel aan de Olympische Spelen, maar behaalde geen medaille.

## Biografie
Jefremova nam in 2004 deel aan de Olympische Spelen in Athene. Op de 400 m sneuvelde ze in de halve finales: in een tijd van 51,90 s eindigde ze als zesde in haar halve finale. Op de 4 x 400 m estafette werd ze met haar landgenotes uitgeschakeld in de reeksen. 
Ook vier jaar later, op de Olympische Spelen in Peking, was Jefremova van de partij, maar ditmaal kwam zij niet door de kwalificaties.
Op 25 juli 2012 werd door de IAAF bekendgemaakt dat Jefremova 2 jaar wordt geschorst nadat ze tijdens het WK 2011 betrapt werd op het gebruik van synthetisch testosteron.

## Titels
- Oekraïens kampioene 400 m – 2002, 2003, 2004, 2005, 2009
- Oekraïens indoorkampioene 400 m – 2003, 2008, 2010
- Europees juniorenkampioene 400 m – 2001

## Persoonlijke records
Outdoor
| Afstand      | Prestatie | Datum       | Plaats |
| ------------ | --------- | ----------- | ------ |
| 400 m        | 50,69 s   | 31 mei 2011 | Yalta  |
| 400 m horden | 57,48 s   | 22 mei 2011 | Izmir  |

Indoor
| Afstand | Prestatie | Datum            | Plaats   |
| ------- | --------- | ---------------- | -------- |
| 200 m   | 24,35 s   | 12 februari 2005 | Soemy    |
| 400 m   | 51,53 s   | 9 maart 2008     | Valencia |

## Palmares

### 400 m
- 2002: 6e EK – 52,02 s
- 2008: 4e WK indoor – 51,53 s
- 2010: 6e EK – 51,67 s

### 4 x 400 m estafette
- 2003: 5e WK indoor – 3.36,18
- 2005: 5e WK – 3.28,00
- 2010: 5e EK – 3.28,03
- 2011: 6e EK indoor – 3.34,08
- 2011: 5e WK - 3.23,86